# Komórki
Komórki – wieś w Polsce położona w województwie świętokrzyskim, w powiecie kieleckim, w gminie Daleszyce.
W latach 1975–1998 miejscowość administracyjnie należała do województwa kieleckiego.

## Części wsi
| SIMC    | Nazwa   | Rodzaj    |
| ------- | ------- | --------- |
| 0236493 | Podwale | część wsi |

## Historia
W wieku XIX Komórki opisano jako wieś w ówczesnym powiecie kieleckim, gminie Szczecno, parafii Pierzchnica.
Według spisu miast, wsi, osad Królestwa Polskiego z 1827 r. było tu 18 domów i 104 mieszkańców.